# VdB 29
vdB 29 est une petite nébuleuse par réflexion, visible dans la constellation du Taureau.
Elle est située à la frontière avec la constellation du Cocher et est éclairée par une étoile bleu-blanc de la séquence principale de magnitude 7,4, cataloguée HD 30378, ce qui lui confère une couleur bleutée. Le nuage s'étend notamment vers l'ouest par rapport à son étoile centrale, jusqu'à disparaître dans une petite région obscure. Sa distance d'environ ∼ 640 a.l. (∼ 196 pc) la place à proximité de la région des nébuleuses obscures du Taureau, une zone où se produisent des phénomènes de formation d'étoiles bien connus et étudiés.